# Salomon Brothers
Salomon Brothers foi um   banco de investimentos  de Wall Street,  incluído entre os melhores do mundo . Fundado em  1910 por três irmãos (Arthur, Herbert e Percy) juntamente com um empregado, Ben Levy, manteve-se como uma parceria até o início da  década de 1980,  quando foi adquirida pela Phibro Corporation, uma empresa de comércio de commodities.

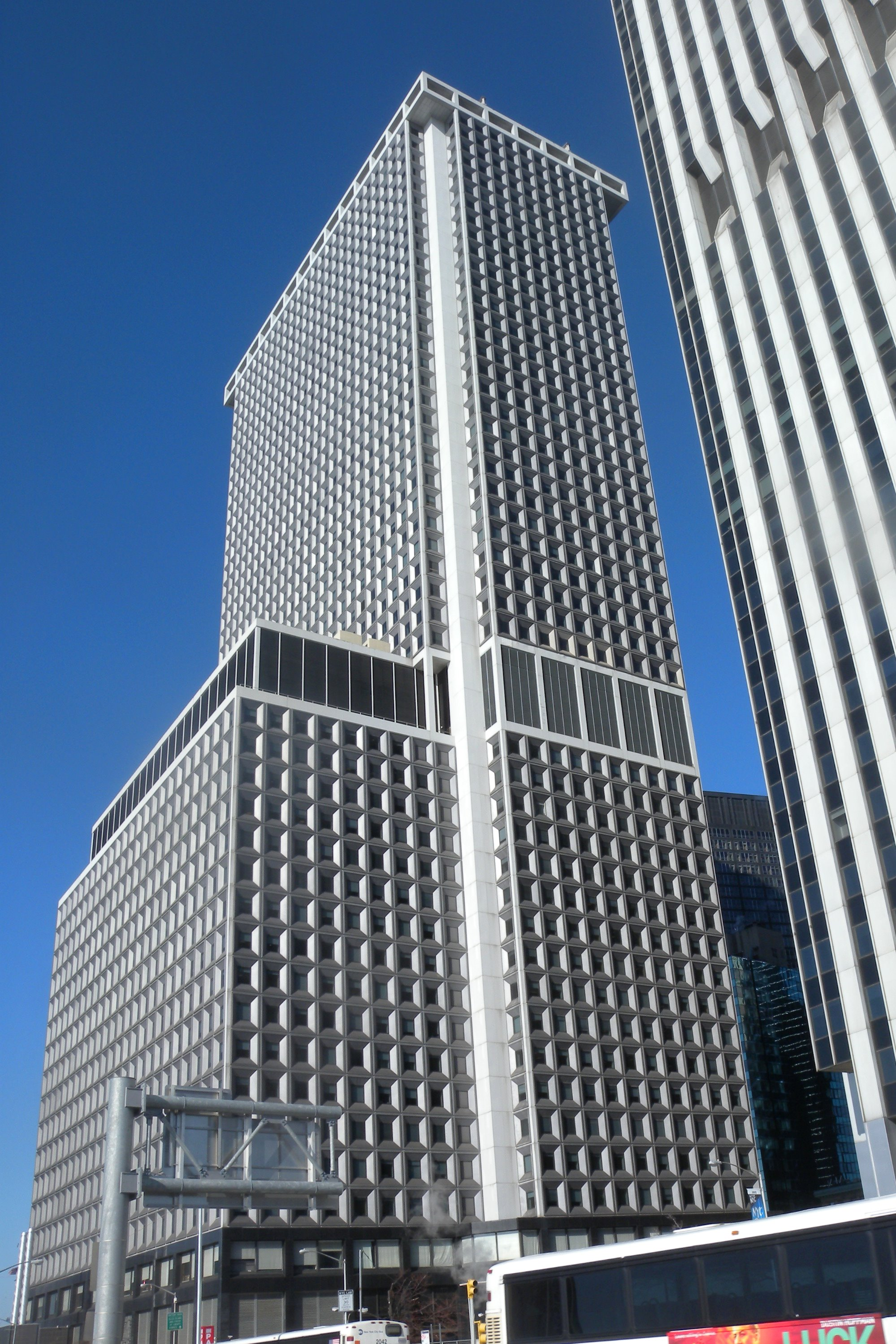
Sede do banco em Nova Iorque.

Em 1998,  o banco foi adquirido pelo Citigroup. No mesmo ano, após a fusão deste último com a Citicorp,  o Salomon se tornou parte do Citigroup. Embora tenha, a princípio,  mantido o nome "Salomon",   esse nome foi abandonado em outubro de 2003, depois de uma série de escândalos financeiros que afetaram gravemente a reputação do banco.